# Кельман, Беньямин
Беньямин Кельман (фин. Benjamin Källman; родился 17 июня 1998 года, Таммисаари, Финляндия) — финский футболист, нападающий польского клуба «Краковия».

## Клубная карьера
Кельман — воспитанник клуба «Экенес» из своего родного города. 3 мая 2014 года в матче против СоВо он дебютировал в Какконен. 26 июля в поединке против «Паллохонки» Беньямин забил первый гол за «Экенес». По итогам сезона Кельман помог клубу выйти в более престижный дивизион. 2 мая 2015 года в матче против ВИФК дебютировал в Юккёнен.
В начале 2016 года Кельман перешёл в «Интер (Турку)». 9 апреля в матче против «Лахти» он дебютировал в Вейккауслиге. 18 апреля в поединке против КуПС Беньямин забил первый гол за «Интер». Летом того же года он на правах аренды вернулся в «Экенес».